# Real Monasterio de Santa Ana (Ávila)

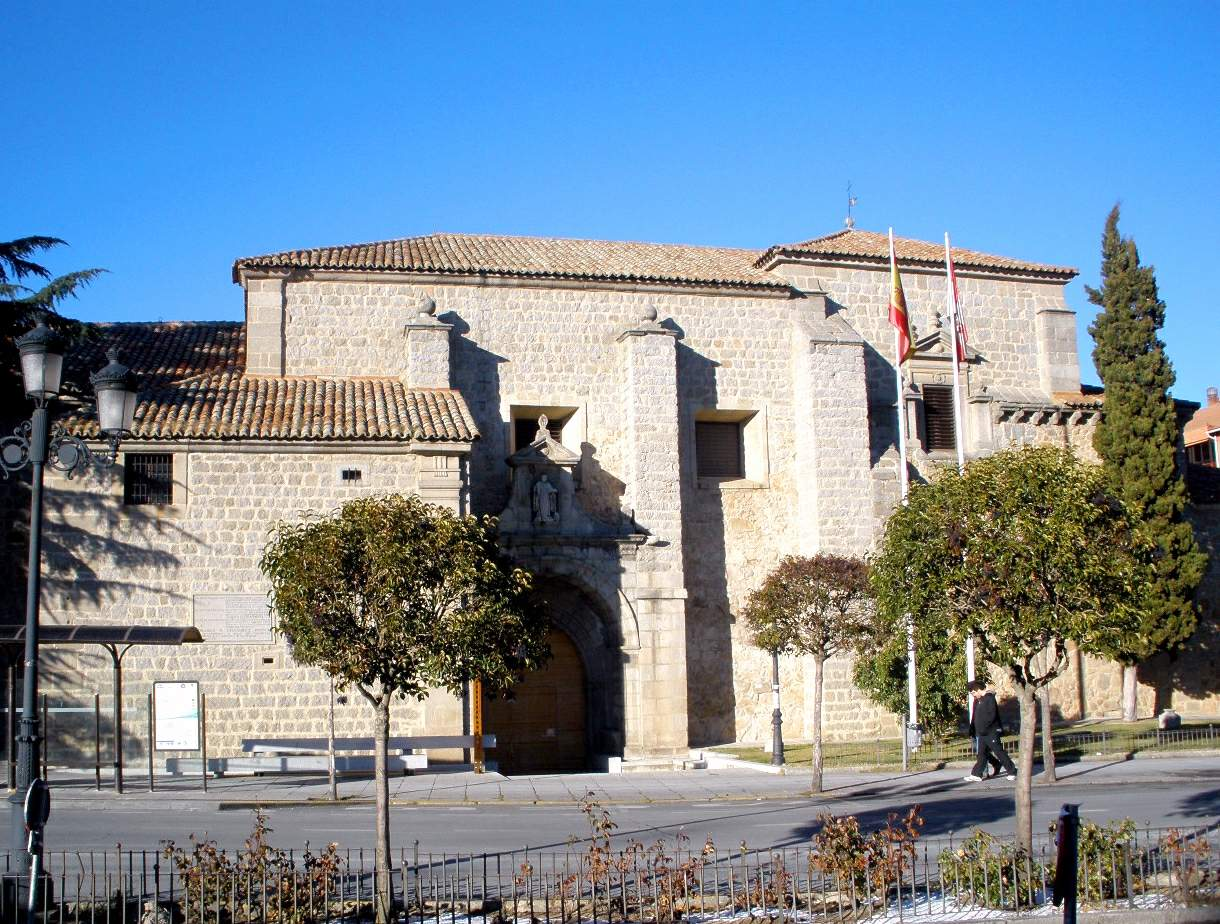
Real Monasterio de Santa Ana

Das Real Monasterio de Santa Ana (Königliches Kloster der Heiligen Anna) in Ávila in Spanien war seit dem 14. Jahrhundert unter verschiedenen Namen Kloster der Zisterzienserinnen und von 1954 bis 1978 der Trappistinnen. Seit 1991 sind in dem Gebäude verschiedene Dienststellen der Regierung der Autonomen Gemeinschaft von Kastilien und León untergebracht. Das Gebäude steht seit 1982 unter Denkmalschutz.

## Vorgängereinrichtungen
Eine Vorgängereinrichtung des Klosters unter dem Patrozinium des Heiligen Clemens (San Clemente), das in der Nähe von Ávila an dem Fluss Adaja lag, wird in einem Dokument aus dem Jahr 1223 genannt. In einer Bulle des Papstes Gregor X. aus dem Jahr 1273 wurde dem Zisterzienserorden der Besitz des Klosters bestätigt. Im Jahr 1331 machte der damalige Bischof von Ávila Sancho Blázquez Dávila eine Schenkung, um den Nonnen des zerstörten Klosters San Clemente eine neue Unterkunft zu schaffen. Das führte zum Bau des Klosters unter dem Patrozinium des Heiligen Benedikt (San Benito) außerhalb der Stadtmauern von Ávila. Die Arbeiten wurden 1350 beendet.

## Erneuerung im 16. Jahrhundert

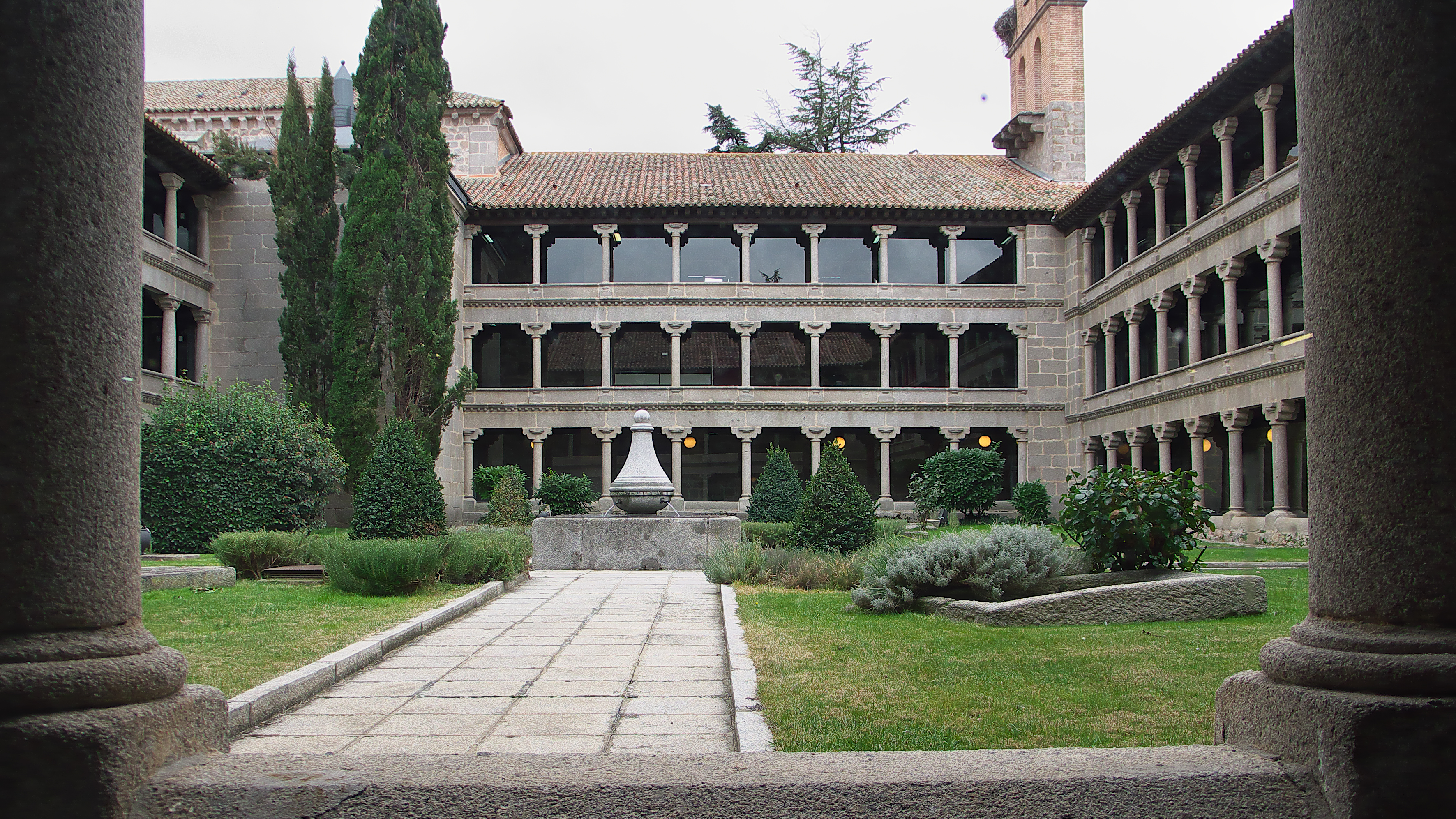
Real Monasterio de Santa Ana, Kreuzgang Südflügel

1502 wurden die Zisterzienserklöster Santa Escolástica und San Millán in das Kloster San Benito einbezogen. Daraus ergab sich, dass die Klostergemeinschaft nun aus etwa 50 Nonnen bestand. Während der ersten Hälfte des 16. Jahrhunderts wurde das Kloster, das bisher dem Heiligen Benedikt gewidmet war, der Heiligen Anna gewidmet.
Zu Beginn des 16. Jahrhunderts nahm nicht nur die Bevölkerung Ávilas zu, auch die Anzahl der Nonnen erhöhte sich. Deswegen und weil die herkömmliche gotische Architektur als unpassend angesehen wurde, sollten Umbauten und Erweiterungen dem Platzmangel abhelfen. Die Galerien des Kreuzganges auf der Nord- und der Westseite wurden vor 1540 gebaut. In den folgenden Jahren wurde auch die Süd- und die Ostseite durch Galerien dreistöckig ausgebaut. Das neue Treppenhaus wurde 1549 fertiggestellt. Die Bauarbeiten wurden ab etwa 1564 mit dem Ersatz der hölzernen Decke der Kirche durch ein Tonnengewölbe fortgesetzt. Zu Beginn des 17. Jahrhunderts wurde der Chor angebaut. Der Glockengiebel wurde noch im 17. Jahrhundert angefügt. Zwischen 1712 und 1714 schuf Manuel Escobedo, den Hauptaltar und die Seitenaltare der Klosterkirche. Sie wurden einige Jahrzehnte später vergoldet.

## Niedergang
Seit der Mitte des 18. Jahrhunderts zeigten sich Anzeichen für den Niedergang des Klosters Santa Ana. Die Klostergemeinschaft bestand nur noch aus 25 Nonnen gegenüber mehr als 70 im Jahrhundert zuvor. Die Desamortisation im 19. Jahrhundert führte zwar nicht zur Auflösung des Klosters, es wurden ihm aber durch die Enteignung von Landbesitz die Mittel entzogen, die für den Erhalt des großen Gebäudes notwendig gewesen währen. Bauschäden führten zu immer mehr Einschränkungen bei der Nutzung. Zu Beginn des 20. Jahrhunderts konnten durch Einnahmen aus dem Verkauf des angrenzenden Klostergartens als Baugrund verschiedene Renovierungen in den noch genutzten Teilen des Gebäudes durchgeführt werden.
Im Juni 1976 wurde der Grundstein für ein neues Klostergebäude im Süden außerhalb der Stadt Ávila gelegt. Am 2. Oktober 1978 konnte das neue Gebäude bezogen werden. Im Jahr 1982 wurde das Real Monasterio de Santa Ana als Bien de Interés Cultural unter Denkmalschutz gestellt und 1985 von der Autonomen Gemeinschaft von Kastilien und León gekauft und gründlich renoviert. Die Kirche wurde zu einem Festsaal und der Chor zu einem Ausstellungsraum umgestaltet. Im größten Teil des Gebäudes sind Büros der Staatsverwaltung untergebracht.